# Juillet 1804

## Événements

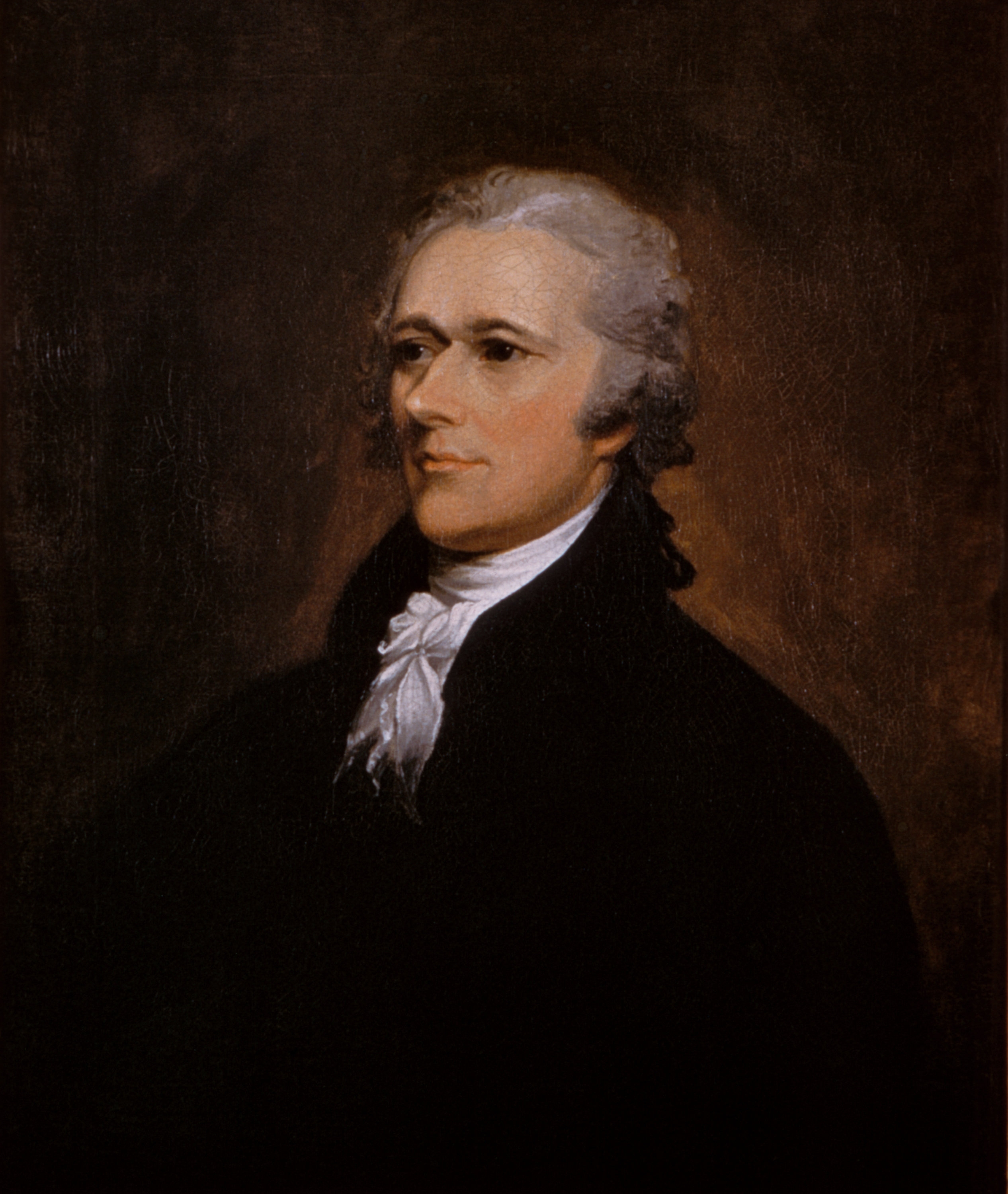
Alexander Hamilton

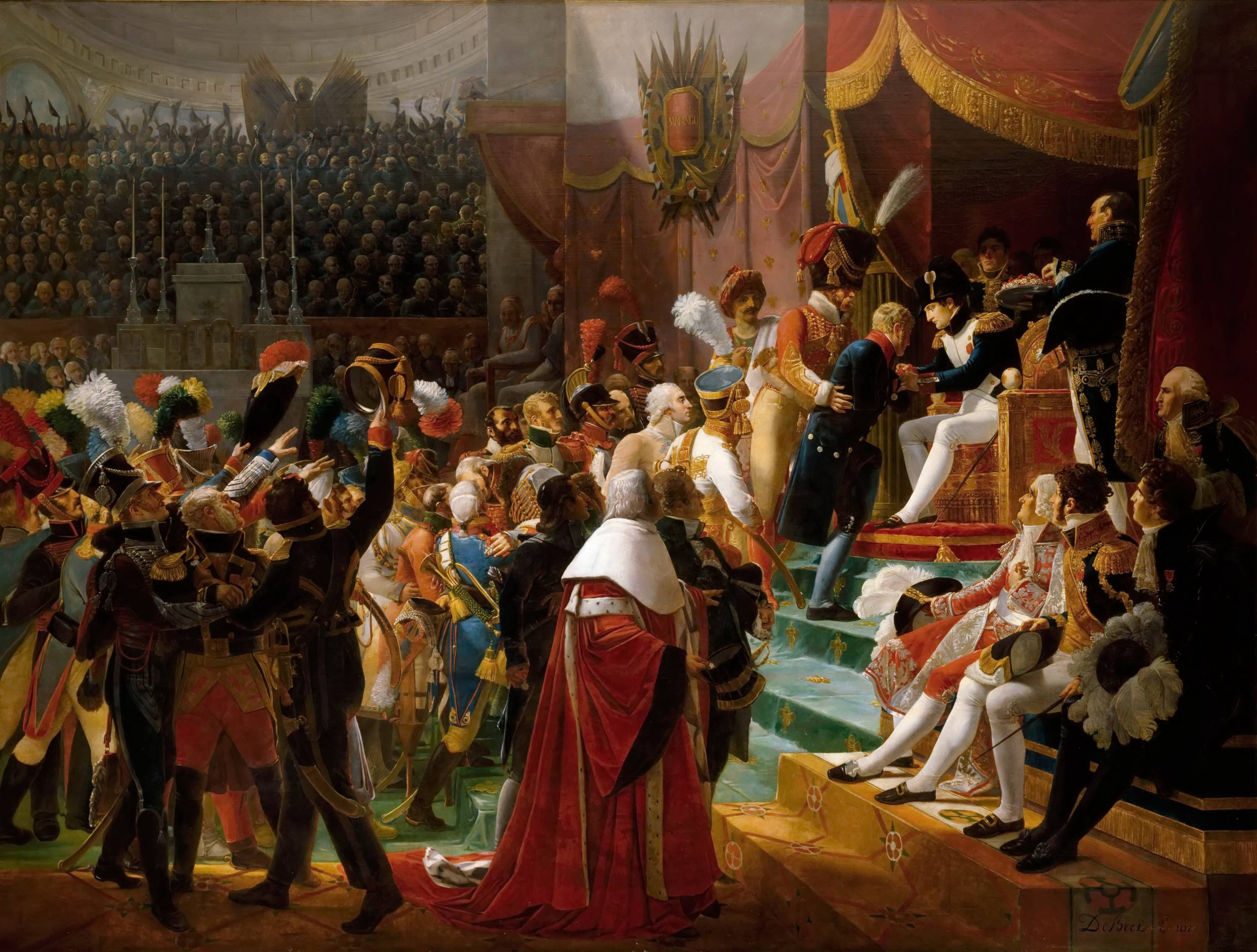
14 juillet : Première distribution des décorations de la Légion d'honneur, toile de Jean-Baptiste Debret

- Empire russe : loi modérée sur la censure[1].

- 3 juillet, Caucase : Vakthang II Gouriéli accepte le protectorat de la Russie sur la Gourie[2].

- 7 juillet : Arthur Woolf dépose le brevet N°2772 sur les principaux éléments de la machine à vapeur compound à haute pression (environ 3 bars) et utilisant deux cylindres successifs (double compound) pour réaliser l’expansion complète de la vapeur.

- 10 juillet, France : retour de Fouché au ministère de la Police.

- 11 juillet :
  - France : Talleyrand est nommé grand chambellan.
  - États-Unis : duel Hamilton-Burr. Duel au pistolet entre Aaron Burr et Alexander Hamilton qui mit fin à la vie d'Alexander Hamilton.

- 15 juillet, France : attribution des premières croix de Légion d'honneur.

## Naissances
- 1er juillet : George Sand, écrivain française († 8 juin 1876).
- 20 juillet : Richard Owen, biologiste, spécialiste en anatomie comparée et paléontologue britannique († 18 décembre 1892).
- 21 juillet : Émile Rainbeaux, dirigeant d'industrie français († 23 mars 1861).
- 22 juillet : Victor Schœlcher, homme d’État français, connu pour avoir poussé à l'abolition définitive de l'esclavage en France († 25 décembre 1893).